# Les Exploits d'un fou
Pour plus de détails, voir Fiche technique et Distribution.
Les Exploits d'un fou est un film muet français de court métrage d'un réalisateur inconnu, sorti en 1907.

## Synopsis
Un fou s'enfuit de l'asile poursuivi par le gardien. Dans la rue et dans sa fuite il embrasse une femme, boit le contenu d'un bidon de pétrole posé près d'une voiture, mange du savon volé à des laveuses, fait la parade sur un trône, monte sur une balayeuse municipale, défonce le chapeau d'un passant... avant de se faire arrêter par le gardien épuisé.

## Fiche technique
- Titre : Les Exploits d'un fou
- Titre anglophone (États-Unis) : Doings of a Maniac
- Réalisation : réalisateur inconnu
- Société de production : Pathé Frères
- Pays d'origine :  France
- Langue : film muet avec les intertitres en français
- Format : Noir et blanc — 35 mm — 1,33:1 — Muet
- Genre : Comédie
- Durée : 4 minutes et 40 secondes
- Métrage : 130 mètres
- Dates de sortie : 
  - France : 6 novembre 1907
  - États-Unis : 7 décembre 1907

## Distribution
- Max Linder : Le passant au chapeau